# بویدز کریک (تنسی)
بویدز کریک (به انگلیسی: Boyds Creek) یک منطقهٔ مسکونی در ایالات متحده آمریکا است که در شهرستان سویر، تنسی واقع شده‌است. بویدز کریک ۲۷۴٫۰۲ متر بالاتر از سطح دریا واقع شده‌است.